# Яковлевка (Щучанський район)
Я́ковлевка (рос. Яковлевка) — присілок у складі Щучанського району Курганської області, Росія. Входить до складу Чистівської сільської ради.
Населення — 141 особа (2010, 175 у 2002).
Національний склад станом на 2002 рік: росіяни — 90 % башкири — 10 %.